# ألانا رامزي
ألانا رامزي هي متزلجة على الجليد ‏ كندية، ولدت في 22 ديسمبر 1994 في كالغاري في كندا.

## روابط خارجية
- ألانا رامزي على موقع Paralympic.org (الإنجليزية)
- ألانا رامزي على موقع IPC.InfostradaSports.com (مؤرشف) (الإنجليزية)
- ألانا رامزي على موقع اللجنة البارالمبية الكندية (الإنجليزية)